# Operación Arco Iris (Guerra Civil Siria)
La Operación Arco Iris fue una operación lanzada por el ejército sirio, con el apoyo de Hezbolá y otras milicias aliadas, durante la Guerra Civil Siria, luego de una operación exitosa que llevó a los militares a rodear Alepo desde el lado este y llegar al acceso norte de la ciudad. El objetivo de la operación, como la anterior, era rodear Alepo y cortar las líneas de suministro rebeldes en la ciudad, sitiando así las áreas controladas por los rebeldes.

## La operación

### Batalla por el enfoque del noreste
El 7 de diciembre, el ejército capturó el área de Breij, en las afueras del noreste de la ciudad, y avanzó hacia el área de al-Owayji al oeste y el área de al-Enzarat al sur. Al día siguiente, el ejército se movió alrededor de Handarat y capturó los distritos de al-Hajal y al-Majbal con vistas a Hanano, Haydariya y Duwayr al-Jandul. Posteriormente, fuerzas gubernamentales ingresaron al distrito de Baya’adeen, tomando posiciones en su parte sur.
El 11 de diciembre, las fuerzas gubernamentales recuperaron territorio en las Canteras de Piedra en la parte sur de Breij que perdieron la semana anterior. Los militares avanzaron más allá de las Canteras de Piedra y avanzaron hacia el sur, hacia el distrito de Hanano. Los enfrentamientos de los siete días anteriores dejaron más de 60 rebeldes muertos, según una fuente militar. Al día siguiente, el Ejército capturó la Wood Factory cerca de la rotonda de Jandoul y estableció posiciones cerca del Saraya Night Club. Al final del día, según los informes, los militares tenían control de fuego en las rotondas de Ba'edin y Jandoul en Castello Road.
El 14 de diciembre, el Ejército avanzó hacia y capturó el área de al-Mallah, con nuevos intentos por parte de los militares de capturar el área al oeste de al-Mallah y así finalmente cortar la carretera de Castello. Dos horas después, según una fuente progubernamental, el Ejército capturó las fincas vecinas de Mara'ashli. Las fuerzas gubernamentales también avanzaron y capturaron las partes sur y oeste del distrito de la ciudad de Handarat, acercándose a la colina de Handarat que domina la carretera Castello. 34 rebeldes y nueve soldados murieron durante el día. Los avances llevaron a las fuerzas gubernamentales a unos pocos cientos de metros de los alrededores de Alepo. Más combates al día siguiente dejaron 14 rebeldes muertos, cuando el Ejército capturó una colina que domina la línea de suministro rebelde.
El 17 de diciembre, 16 soldados murieron en combates en la zona de al-Mallah donde los rebeldes capturaron ocho edificios, mientras que el ejército recuperaba la colina de Aghob y la zona de Breij de al-Fawaz. Al-Arabiya informó que las fuerzas gubernamentales estaban cerca de capturar la colina de Handarat y completar el asedio, mientras que la agencia de noticias progubernamental Al-Masdar informó que las tropas ya habían capturado todas las colinas restantes a lo largo de Castello Road y se estaban concentrando en rotonda principal. Al final del día, los militares hicieron otro avance en el área de Handarat y para el 19 de diciembre habían capturado todo o una parte del distrito de Handarat.
El 22 de diciembre, los rebeldes recapturaron las plantas industriales en la parte norte del distrito de Handarat, sin embargo las volvieron a perder una semana después tras un asalto del Ejército y tropas de Hezbollah. Para el 1 de enero de 2015, los militares habían capturado 16 plantas en la zona de Al-Shahel del distrito de Handarat.

### Contraataque rebelde
El 5 de enero, los rebeldes recuperaron la zona de Majbal (Aserraderos) de al-Brej después de enfrentamientos que mataron o hirieron a no menos de 20 soldados. También capturaron la entrada sur de las canteras de piedra conocidas como al-Misat, lo que obligó a las tropas gubernamentales a retirarse hacia el norte. Más tarde, se informó que los rebeldes lograron apoderarse de la zona de al-Manasher al-Breij y estaban tratando de avanzar y tomar el control de la colina al-Brej con la que podían tomar la carretera de suministro militar desde la prisión central de Alepo hasta Handarat y al. -Zonas de Mallah. Al día siguiente, los rebeldes presuntamente tomaron el control de la mezquita de al-Akhdar, un molino y el área de al-Tawattor al-Aali en al-Brej.
El 8 de enero, el Ejército y las milicias progubernamentales realizaron un contraataque contra áreas tomadas por los rebeldes en días anteriores.
El 22 de enero, según los informes, los rebeldes avanzaron en las áreas de al-Mallah y Sifat y dos días más tarde tomaron el control de algunas posiciones en al-Brej Hill. También lograron avanzar en la zona de al-Brej.
El 3 de febrero, los rebeldes capturaron la colina de al-Misat en la entrada noreste de la ciudad. Sin embargo, al día siguiente, las fuerzas gubernamentales recuperaron el área después de que los combatientes de la oposición se vieron obligados a retirarse debido al intenso fuego de artillería.

### Asalto del ejército a las aldeas del norte
El 16 de febrero, un gran convoy militar blindado llegó a Alepo, como refuerzos de Hama, para completar el asedio de la ciudad. A la mañana siguiente, las fuerzas gubernamentales lanzaron una ofensiva desde Sifat. La batalla comenzó después de que cientos de combatientes del gobierno se infiltraron en las tres aldeas de Bashkuwi, Ratian y Hardatain antes del amanecer y rodearon las posiciones rebeldes en ellas. A las 06:00 horas comenzó la lucha y en menos de media hora el Ejército y las FND capturaron Hardatain, mientras continuaba la resistencia en las otras dos aldeas. Aun así, alrededor del mediodía, tanto Bashkuwi como Ratian también habían sido capturados y el ejército bloqueó la principal ruta de suministro rebelde que conducía a la ciudad de Alepo. Durante el ataque, según el SOHR, 36 civiles y 13 rebeldes fueron masacrados por el Ejército y Hezbollah. Luego, el Ejército avanzó desde Ratian hacia Bayanoon y estaba luchando en la carretera entre las dos aldeas. Al mismo tiempo, los militares lanzaron una ofensiva en dos áreas de la propia ciudad de Aleppo y avanzaron, capturando muchos edificios en el distrito de Zahraa. Los combates también llegaron a la aldea de Ma'arasta, al oeste de Hardatain, y el ejército capturó la aldea de Dwer al-Zaytoun. En este punto, los rebeldes lanzaron un contraataque para recuperar el terreno que habían perdido y Hardatain fue impugnado una vez más, mientras continuaban los enfrentamientos cerca de Ratian. El avance inicial llevó a las tropas gubernamentales a cuatro kilómetros de las ciudades de Nubl y Al-Zahraa controladas por el gobierno, que habían sido sitiadas por las fuerzas rebeldes durante casi dos años. Por la tarde, un grupo de 80 soldados logró llegar a las dos localidades. La ofensiva tenía como objetivo rodear completamente Alepo en una semana.
A principios del 18 de febrero, los rebeldes recuperaron Ratian, o al menos la mayor parte, mientras continuaban los combates alrededor de Bashkuwi y Hardatain. Posteriormente, una fuente militar informó que el Ejército capturó Kafr Tunah, al este de Dwer al-Zaytoun. Al día siguiente, los rebeldes recuperaron la mayor parte de Hardatain. Sin embargo, continuaron los enfrentamientos en la aldea y los combatientes del gobierno fueron reabastecidos en helicópteros. Los combates también continuaban cerca de Ratian y Bashkuwi y en Dwer al-Zaytoun.
El 20 de febrero, según SOHR, los rebeldes capturaron la zona de Al-Mallah, mientras persistían los enfrentamientos alrededor de Bashkuwi, Ratian y Hardatain. Según Al Mayadeen, el Ejército todavía controlaba la mayor parte del área, y los rebeldes capturaron solo dos de las 48 granjas en Al-Mallah. Más tarde, SOHR informó de más combates en Al-Mallah, mientras que por la noche los rebeldes aseguraron completamente Hardatain. El 21 de febrero, el corresponsal Elijah J. Magnier confirmó que todos los pueblos excepto Bashkuy fueron recapturados por los rebeldes, y que el Ejército estaba haciendo preparativos para inyectar más tropas en la batalla. Al mismo tiempo, el Ejército activó el frente al sur de la ciudad de Alepo transfiriendo tropas de la provincia de Hama. El ejército capturó la aldea de Al-Qalba'at en la zona de Khanesser y varios edificios en las granjas de pollos de Al-Zaytuni cerca del monte Azzan.
La batalla de cuatro días en el campo norte de Alepo dejó 152 soldados y 131 rebeldes muertos, mientras que 67 soldados y 40 rebeldes fueron capturados.

### Asalto rebelde a Handarat
El 9 de marzo, las fuerzas de la oposición lanzaron un asalto contra Handarat, al norte de Alepo, después de que, según informes, se percataron de confusión en las filas de las tropas gubernamentales tras los combates de febrero. Inicialmente se informó que las fuerzas de la oposición capturaron Handarat, al norte de Alepo. Sin embargo, más tarde fuentes de la oposición informaron que los rebeldes lograron capturar solo entre el 40% y el 50% de la aldea, mientras que el ejército mantuvo el control de la parte norte de Handarat. Una fuente militar afirmó que todavía controlaban el 80% de Handarat.
El 18 de marzo, después de casi diez días de enfrentamientos, los militares expulsaron por completo a los rebeldes de Handarat y restablecieron el control de la aldea. Luego, según los informes, regresaron a la parte oriental de las granjas de al-Mallah. Según una fuente militar, 76 combatientes del gobierno y 304 rebeldes murieron durante las dos semanas anteriores de enfrentamientos en Handarat y Bashkuy. Al día siguiente, las fuerzas gubernamentales también recuperaron la colina al-Madafa y una granja alrededor de Handarat, así como las granjas Halabi y Nuqat al-Isamat, al oeste de Handarat.
El 20 de marzo, según los informes, los militares capturaron las granjas de Al-Ghannam, al oeste de las granjas de Halabi.
El 23 de marzo, estallaron enfrentamientos alrededor de Dwer al-Zaytoun y Bashkuy después de que un coche bomba suicida turco del frente de al-Nusra detonó en la zona. Según los informes, los rebeldes avanzaron cerca de Dwer al-Zaytoun.
A fines de marzo, se consideró que la ofensiva del gobierno había fracasado.